# Ancylotrypa vryheidensis
Espèce
Synonymes
- Pelmatorycter vryheidensis Hewitt, 1915

Ancylotrypa vryheidensis est une espèce d'araignées mygalomorphes de la famille des Cyrtaucheniidae.

## Distribution
Cette espèce est endémique du KwaZulu-Natal en Afrique du Sud,.

## Étymologie
Son nom d'espèce, composé de vryheid et du suffixe latin -ensis, « qui vit dans, qui habite », lui a été donné en référence au lieu de sa découverte, Vryheid.

## Publication originale
- Hewitt, 1915 : Notes on several four-lunged spiders in the collection of the Durban Museum, with descriptions of two new forms. Annals of the Durban Museum, vol. 1, p. 125-133.